# سياسة زراعية

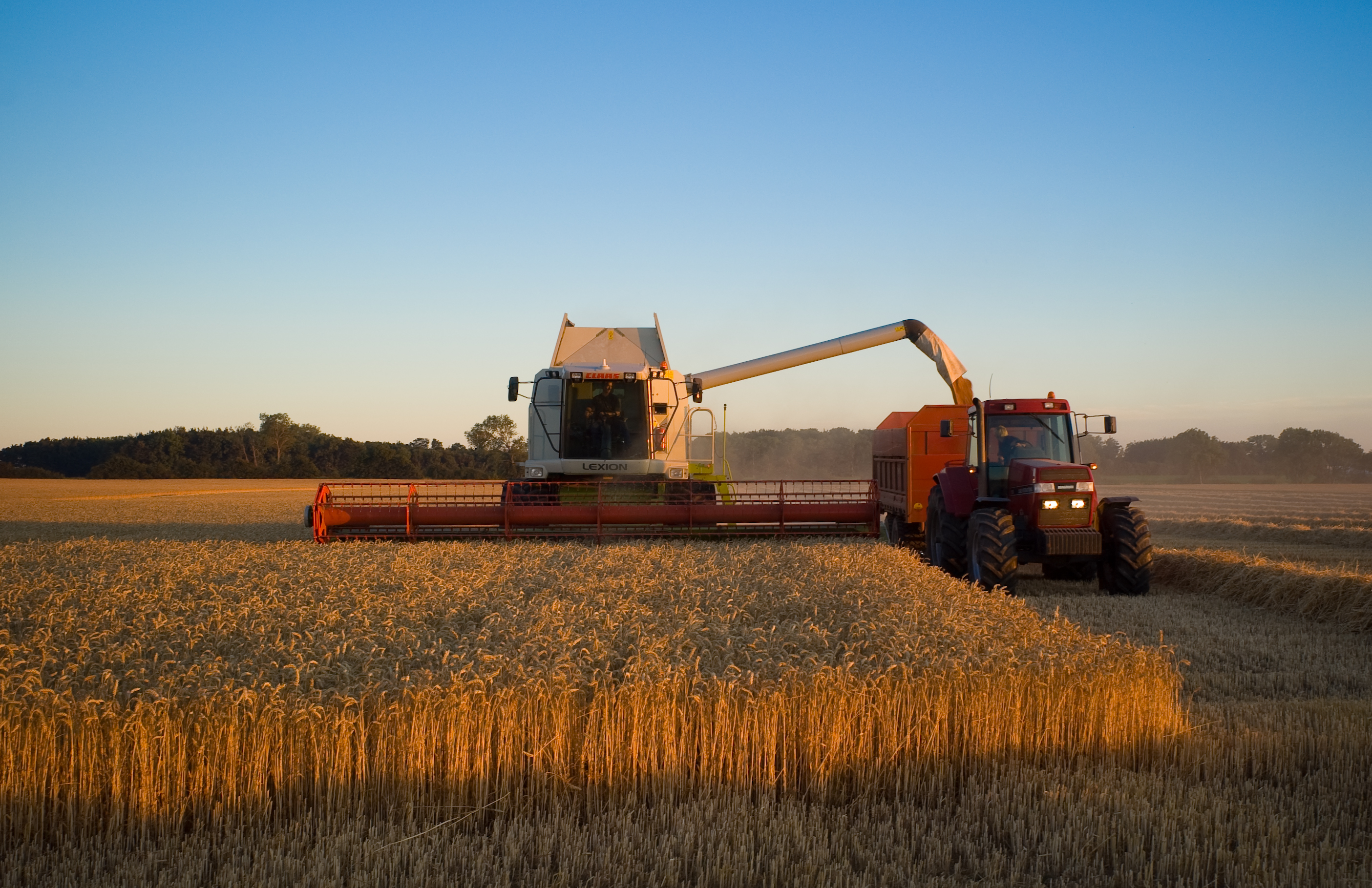
حصاد القمح باستخدام آلة كلاس ليكسيون قبيل غروب الشمس بالقرب من برانديرسليف، جزيرة لولاند، الدنمارك.

توصف السياسة الزراعية بمجموعة من القوانين المرتبطة بـ الزراعة المحلية والمنتجات الزراعية الواردة من الخارج. وعادة ما تطبق الحكومات هذه السياسات الزراعية بهدف تحقيق نتائج محددة على صعيد الأسواق المحلية للمنتجات الزراعية. ومن بين هذه النتائج على سبيل المثال: ضمان مستوى ثابت من الإمدادات أو إستقرار الأسعار أو جودة المنتجات أو انتقاء المنتجات الجيدة أو الانتفاع بالأرض أو تشغيلها.

## اهتمامات السياسة الزراعية
كمثال يوضح شمولية اهتمامات السياسة الزراعية وتنوعهاـ نرى مقالاً صادرًا عن المكتب الأسترالي للاقتصاد الزراعي والموارد الطبيعية بعنوان الاقتصاد الزراعي في أستراليا ونيوزيلاندا (Agricultural Economies of Australia and New Zealand)  حيث يوضح أن التحديات الحقيقية التي يواجهها قطاع الزراعة الصناعية هي:
- التحديات التسويقية وأذواق المستهلكين
- البيئة التجارية الدولية (أحوال السوق العالمي والعوائق أمام حركة التجارة والحجر الصحي والعوائق التقنية والحفاظ على التنافسية العالمية والصورة التسويقية إضافة إلى إدارة مشكلات الأمن البيولوجي التي تؤثر على الواردات والحالة المرضية للصادرات الحيوانية)
- الأمن البيولوجي (الأوبئة والأمراض مثل جنون البقر(BSE) وإنفلونزا الطيور والحمى القلاعية وقرحة الحمضيات وسويد قصب السكر)
- البنية التحتية (مثل النقل والموانئ ووسائل الإتصال والطاقة ومرافق الري)
- المهارات الإدارية وتوفير العمالة (مع تنامي الحاجة إلى تخطيط الأعمال ورفع الوعي بالسوق واستخدام التقنية الحديثة مثل أنظمة الحاسوب وأنظمة تحديد المواقع العالمية وتحسين إدارة الإنتاج النباتي، زادت الحاجة إلى رفع المستوى المهاري لمديري المزارع الحديثة. ومن أمثلة ذلك: تدريب العمّال المهرة وتطوير أنظمة التوظيف التي تحقق إستمرارية العمل في الصناعات التي تزيد فيها كثافة العمل في بعض المواسم، فضلاً عن توفير أدوات إتصال حديثة ودراسة فرص السوق وبحث احتياجات العملاء وتخطيط الأعمال بما في ذلك الإدارة المالية وبحث أحدث التقنيات الزراعية واكتساب مهارات إدارة المخاطر)
- التنسيق (توفير برنامج إستراتيجي محلي أكثر إتساقًا في مجال البحث والتنمية الزراعية وزيادة المشاركة الفاعلة من المستثمرين في مجال الأبحاث بالتعاون مع مقدمي الأبحاث الذي يطرحون برامج عمل متطورة، فضلاً عن زيادة التنسيق بين الأنشطة البحثية في مختلف الصناعات والمنظمات والقضايا البحثية وزيادة الإستثمار في رأس المال البشري لتوفير مجموعة من الموظفين المهرة في المستقبل القريب.)
- التقنيات (البحث والتطبيق والإنتاجية والمحاصيل المعدلة وراتيا (GM) والاستثمارات)
- المياه (حق الوصول والإتجار بالمياه وتوفير المياه من أجل تحقيق النتائج البيئية المرجوة وتحديد مكمن الخطر بعد إعادة توزيع المياه المتمثل في الاستخدام الإستهلاكي بدلاً من الاستخدام البيئي والمحاسبة للتزويد بالمياه وتوزيعها)
- القضايا المتعلقة بالوصول إلى الموارد (إدارة النباتات المحلية وحماية وتحسين التنوع الحيوي واستدامة الموارد الزراعية الإنتاجية ومسئوليات مالك الأرض)[1]

## مكافحة الفقر
لا تزال الزراعة تمثل أكبر مساهم في تحسين سبل العيش لـ 75 في المائة من إجمالي فقراء العالم الذين يعيشون في مناطق ريفية. ولذلك، فإن تشجيع التنمية الزراعية يعد أحد أهم أوجه السياسة الزراعية في دول العالم النامي. وإضافة إلى ذلك، هناك دراسة حديثة حول منظور الموارد الطبيعية أجراها معهد التنمية الدولية خلصت إلى أن البنية التحتية الجيدة والتعليم المناسب والخدمات المعلوماتية الفعّالة هي من الأمور الواجب توافرها في المناطق الريفية لتحسين فرص توفير أعمال زراعية للفقراء.

### الأمن البيولوجي
يمكن توضيح اهتمامات الأمن البيولوجي التي تواجه الزراعة الصناعية فيما يلي:
- أخطار فيروس اتش فايف إن وان (H5N1) التي تهدد الدواجن والبشر والتي ربما تنشأ عن استخدام لقاحات حيوانية
- الأخطار الناتجة عن جنون البقر (BSE) التي تهدد الماشية والبشر والتي قد تنشأ عن استخدام مواد غير طبيعية لتغذية الماشية من أجل خفض التكاليف
- الأخطار التي تهدد الأرباح الصناعية بسبب الأمراض مثل الحمى القلاعية وقرحة الحمضيات مما يزيد من صعوبة احتواء العولمة.

#### إنفلونزا الطيور
قد يتسبب استخدام لقاح حيواني في خلق أنواع جديدة من الفيروسات التي تودي بحياة الإنسان وتتسبب في الإنفلونزا الوبائية. ويعد فيروس اتش فايف إن وان من الأمثلة التي تؤكد على إمكانية حدوث ذلك. وفقًا لمقالة نشرتها مراكز مكافحة الأمراض وإتقائها (CDC) بعنوان تفشي فيروس H5N1 والإنفلونزا المتوطنة بالحيوان (H5N1 Outbreaks and Enzootic Influenza) بقلم روبرت جي ويبستر (Robert G. Webster) وآخرون: فقد «زاد تحول فيروس H5N1 الفتاك في غرب الصين من إصابة الطيور المحلية إلى إصابة الطيور المائية المهاجرة مما ساعد في انتشاره جغرافيًا. إن انتشار فيروس H5N1 واحتمالية تجدد إصابة الطيور المائية به يجعلنا في مسيس الحاجة إلى لقاحات زراعية جيدة. وفي واقع الأمر، ربما يكون السبب الرئيسي وراء إستمرار تهديد فيروس H5N1 الوبائي هو الطريقة التي تخفي مستوى الإصابة المرضية التي تسببها فيروسات H5N1 من خلال إعادة نشر فيروسات الإنفلونزا أو استخدام لقاحات زراعية رديئة.» ويوضح الدكتور روبرت ويبستر قائلاً: «إذا ما استخدمت لقاحًا جيدًا، فيمكنك منع انتقال الفيروس من الطيور إلى البشر. ولكن إذا علمت أنهم يستخدمون اللقاحات [في الصين] منذ عدة سنوات، فلماذا زادت الإصابة بإنفلونزا الطيور؟ هناك نوع رديء من اللقاحات يعمل على إيقاف المرض في الطيور ولكن الطيور تعمل على إرهاق الفيروس مع الحفاظ عليه وتغيير طبيعته. وأنا على يقين بأن هذا بالضبط هو ما يجري في الصين. ليس هناك تفسير آخر. فإما أن اللقاحات المستخدمة أقل من الكفاية أو أن تلك اللقاحات دون المستوى القياسي. وقد يكون كلا السببين معًا في آن واحد. وليست تلك المشكلة في الصين وحدها. فلا يمكن العيب على الصين بسبب لقاحات هي دون المستوى المطلوب. ويمكنني القول بأن اللقاحات الرديئة المستخدمة لعلاج إنفلونزا الطيور ومنتشرة في شتى أنحاء العالم.»
وفي السياق نفسه، نشرت وكالة رويترز تقريرًا للو وينج لوك (Lo Wing-lok) - الخبير في الأمراض المعدية بهونج كونج - يكشف فيه أن اللقاحات ينبغي أن تكون في صدارة الأولويات. وقالت جولي هول - التي كانت مديرة قسم الاستجابة لحوادث التفشي التابع لمنظمة الصحة العالمية في الصين - أن التطعيم في الصين قد يكون وراء تقنع الفيروس. ونقلت البي بي سي عن الدكتور وندي باركلاي - اختصاصي فيروسات بجامعة ريدينج ببريطانيا - قوله: «لقد صنع الصينيون اللقاح من جينات وراثية مضادة عن طريق مستضِّدات لفيروس H5N1، وبدأ إستخدامه منذ ذلك الحين. ولقد كانت هناك انتقادات كثيرة بهذا الشأن لأنهم حاولوا تحصين دواجنهم من الضياع خوفًا من هذا الفيروس ولكن تبقى الدواجن بإصابتها، ليس هذا فحسب ولكننا وقعنا في الفخ - حيث يتحول الفيروس بفعل الأجسام المضادة - ليصبح الوضع على ما هو عليه الآن من وجود خمسة أو ستة أنواع من الفيروس نفسه.»

#### جنون البقر
إن مرض جنون البقر الذي يعرف طبيًا باسم «اعتلال المخ إسفنجي الشكل البقري» هو مرض خطير قاتل تنكسي عصبي يصيب الماشية، وتتم العدوى به عن طريق آلية عجيبة أصابت علماء الأحياء بالذهول حينما اتضحت لهم في أواخر القرن العشرين. وفي أسوأ إصابة شهدتها المملكة المتحدة، بلغ عدد الإصابات 179000 من الماشية وأعدم حوالي 4.4 مليون رأس من الماشية أخذاً بالاحتياطات اللازمة. وظهر هذا المرض في الإنسان بشكل جديد مرض كروتزفيلد جاكوب (vCJD أو nvCJD)، ففي يونيو من سنة 2007 لقي 165 مصرعهم في بريطانيا إضافة إلى ستة في مناطق أخرى وهذا العدد مرشح للإزدياد نظرًا لطول فترة حضانة المرض. ودخل ما يقرب من 460000 إلى 482000 من الحيوانات المصابة بجنون البقر في غذاء الإنسان قبل بسط السيطرة على أحشاء الذبائح شديدة الخطورة في عام 1989.
وخلص استقصاء بريطاني حول جنون البقر إلى أن هذا الوباء نتج عن إطعام الماشية، التي هي عاشبة بطبيعتها، بقايا الماشية الأخرى في صورة اللحم ومسحوق العظام مما تسبب في انتشار العامل المُعدي. ويبقى أصل المرض لغزًا محيرًا للجميع. تفترض النظرية العلمية الحالية أن هناك بروتينات معدية تسمى بريون طورت من نفسها من خلال تحول تلقائي تم على الأرجح في السبعينيات، وهناك احتمال بأن استخدام المبيدات الفوسفورية العضوية قد زادت من استعداد الماشية للإصابة بالمرض. ويتميز العامل المعدي بتحمله لدرجات حرارة عالية؛ وهذا ما أسهم في انتشار المرض في بريطانيا التي كانت تقل فيها درجات الحرارة المستخدمة في عملية الطهي. وكان إطعام العجول الصغيرة جدًا بالمكملات البروتينية المعدية بدلاً من رضاعة حليب الأمهات من العوامل التي أسهمت في زيادة المرض.

#### الحمى القلاعية
الحمى القلاعية مرض معد، وفي بعض الأحيان يكون مرضًا فيروسيًا قاتلاً يصيب الماشية والخنازير. كما يمكن أن يصيب الأيل والماعز والخراف والبقريات الأخرى ذات الأظلاف، بالإضافة إلى الأفيال والجرذان والقنافذ. ولكنه لا يصيب البشر إلا بصورة نادرة جدًا. تحدث الإصابة بالحمى القلاعية في كثير من دول العالم، وعلى الرغم من خلو بعض البلدان من الحمى القلاعية لفترة من الزمان، ولكن مداها الواسع وسرعة انتشارها زاد من الاهتمام العالمي. وفي عام 1996، شملت مناطق الوباء آسيا وأفريقيا وأجزاء من أمريكا الجنوبية. في حين كانت أمريكا الشمالية وأستراليا ونيوزيلندا واليابان خالية من الحمى القلاعية لعدة سنوات. وقد تم الإقرار بأن معظم الدول الأوروبية خالية من الحمى القلاعية وأن الحمى القلاعية تمت معالجتها في الدول التي تنتمي إلى الاتحاد الأوروبي عن طريق التطعيم.
وتحدث الإصابة بمرض الحمى القلاعية محلياً حيث تنتقل الفيروسات إلى الحيوانات شديدة الحساسية عن طريق الاتصال المباشر مع الحيوانات المصابة أو عن طريق الحظائر الملوثة أو الشاحنات التي تستخدم لنقل المواشي. وأيضًا عن طريق ملابس وبشرة من يتعاملون مع الحيوانات مثل المزارعين والمياه الراكدة ومخلفات الأطعمة غير المطهوة والأغذية التكميلية التي تحتوي على منتجات حيوانية مصابة والتي تعتبر ملاذًا للفيروسات. ومن الممكن أن تصاب الأبقار بمرض الحمى القلاعية عن طريق السائل المنوي للثور المصاب بالمرض. وتتضمن التدابير الرقابية في ذلك الحجر الصحي والتخلص من الحيوانات المصابة وحظر تصدير اللحوم وغيرها من المنتجات الحيوانية للدول غير المصابة بهذا المرض.
على الرغم من أن الحمى القلاعية نادرًا ما تصيب الإنسان ولكنها سريعة الانتشار بين الحيوانات إلا أنها تشكّل تهديداً أكبر في الصناعة الزراعية عنها في صحة البشر. ومن الممكن أن يخسر المزارعون في جميع أنحاء العالم مبالغ كبيرة من المال جرّاء وباء الحمى القلاعية وذلك عند وفاة أعداد كبيرة من الحيوانات لديهم والتي تؤدي إلى انخفاض إنتاج الألبان واللحوم. ومن بين صعوبات التطعيم ضد الحمى القلاعية الاختلاف الكبير بين أنواع الأمصال وتركيبها. ومع ذلك، لا توجد حماية بينية بين الأنماط المصلية (مما يعني أن لقاح أحد الأنماط المصلية لا يحمي ضد أي من الأنماط الأخرى)، وإضافة إلى ذلك، فمن الممكن أن تكون هناك سلالتان من أحد الأنماط المصلية يؤديان إلى ظهور نتائج مختلفة للحمض النووي الريبوزي منقوص الأكسجين بنسبة تصل إلى 30% للجين المحدد. وهذا يعني أن لقاحات الحمى القلاعية يجب أن تكون محدّدة للغاية فيما يتعلق بالسلالة. وتوفر التطعيمات مناعة مؤقتة تدوم لمدة شهور أو سنوات. وبناءً على ذلك، تحافظ الدول الثرية على سياسة حظر الاستيراد من جميع الدول التي لم يثبت خلوها من الحمى القلاعية وذلك وفقًا للمعايير الأمريكية والاتحاد الأوروبي. وهذا هو موضع الخلاف.
وعلى الرغم من أن هذا المرض لا يشكل خطرًا على الإنسان ونادرًا ما يسبب الوفاة للحيوانات الأخرى السليمة إلا أنه يتسبب في انخفاض إنتاجها من الألبان واللحوم. ومن الممكن إيقاف هذا الانتشار السريع للمرض في حالة التزام كل من المزارعين والناقلين وإجبارهم على اتباع القوانين السارية. وبناءً على ذلك (فبجانب القلق الوقتي الشديد على الحيوانات)، فإن أي انتشار في الدول المتقدمة لا يجب أن يكون أكثر بكثير كما في المشاكل الاقتصادية المحلية والدورية. أما الدول التي توجد فيها حيوانات برية جوّالة، فمن المستحيل تقريبًا إثبات أنها خالية من المرض تمامًا. ويتوجب على هذه الدول إقامة سياج محلي كبير يتخلص من الحيوانات البرية المهاجرة. ونتيجة لاكتشاف وكتابة تقارير عن الحمى القلاعية وتحسناتها الكبيرة والسريعة، فمن الممكن تقريبًا لجميع دول العالم الثالث أن تنشئ مناطق آمنة خالية من الحمى القلاعية تتيح لها مباشرة عملية التصدير. لكن الدول المتقدمة ترفض تغيير قواعدها. في الواقع، ليس هناك أي فرصة للعديد من دول العالم الثالث الاستوائية الالتزام باللوائح والقوانين الحالية، لذا لا تزال هذه الدولة حتى اليوم ممنوعة من تصدير اللحوم رغم أن العديد من تلك الدول خالية من مرض الحمى القلاعية.
ونتيجة لذلك، إذا أصيبت هذه الدول بالقحط والفقر، يحاول الفقراء بيع بعض الحيوانات الخاصة بهم. ويعمل هذا على تشبيع الطلب الإقليمي بشكل سريع. ومن ثم، يعمل حظر التصدير على تدمير قيمة تلك الحيوانات، مما يتسبب في تدمير أكثر آليات التكيف أهمية والمتبعة بشكل كبير بين العديد من مئات الملايين من الأسر الفقيرة. وعلى الرغم من تغيير قوانين تصدير اللحوم عدة مرات في الدول المتقدمة، فعادة ما تتلائم مع الظروف المتغيرة، إضافة إلى زيادة تقليل فرص تصدير اللحوم للعالم الثالث. ولهذا السبب، وجدت كينيا والعديد من الدول الأخرى أن هذه القوانين غير عادلة. ومع ذلك، لم تبادر أي من تلك الدول بتقديم شكاوى رسمية لمنظمة التجارة العالمية عن طريق دبلوماسيين من الدول المتقدمة.

#### قرحة الحمضيات
إن قرحة الحمضيات هي مرض يصيب أنواعًا من الحمضيات ويحدث بسبب جرثومة مصفرة أكسونوبوديز وتتسبب الإصابة في حدوث بثور على أوراق وعنق وثمار أشجار الحمضيات، بما في ذلك الليمون والبرتقال والليمون الهندي. وفي حين أن هذه القرحة غير ضارة على صحة البشر، فهي تؤثر بخطورة على حيوية أشجار الحمضيات وتتسبب في التساقط المبكر للأوراق والثمار؛ ومع ذلك فإن الثمار المصابة تكون صالحة للأكل ولكن منظرها غير مروج للبيع. ولا يزال هذا المرض الذي كان يُعتقد أنه نشأ في جنوب شرق آسيا موجودًا بصورة كبيرة حيث أصبح متوطنًا في منطقة مما يجعل من الضروري قطع جميع أشجار الحمضيات لاستئصال المرض بنجاح. هذا، ولا تزال أستراليا والبرازيل والولايات المتحدة تعاني من انتشار قرحة الحمضيات.
ومن الممكن اكتشاف المرض في البساتين وعلى الثمار عند ظهور البوثر. فالاكتشاف المبكر للمرض أمر ضروري لعمل الحجر الصحي. ومن الممكن اختبار البكتيريا الضارة عن طريق تلقيح العديد من أشجار الحمضيات بالبكتيريا. وفي الوقت نفسه، تُجرى اختبارات تشخيصية أخرى (اكتشاف الأجسام المضادة وتجنب الأحماض الدهنية والأساليب الوراثية المستخدمة تفاعل البوليميريز المتسلسل) لتحديد سلالة القرحة المحددة. ومن الممكن منع انتشار قرحة الحمضيات بعدة طرق. ففي الدول التي لا توجد فيها إصابة بقرحة الحمضيات، فمن الممكن منع المرض من دخول البلاد عن طريق الحجر الصحي. أما في الدول التي تشهد انتشارًا جديدًا للمرض، فإن اتباعها لبرامج الاستئصال التي تبدأ بمجرد اكتشاف المرض تؤدي إلى النجاح، مثل البرامج التي اعتمدت على إبادة البساتين المصابة. وفي حالة فشل الاستئصال وتملك المرض من الأشجار، فيجب اتخاذ الإجراءات الإدارية بما في ذلك استبدال أشجار الحمضيات المستولدة مع تلك الموجودة سابقًا والرش بـ مبيدات البكتيريا ذات الأساس النحاسي والتخلص من الأشجار المصابة وجميع الأشجار المحيطة بها في نطاق نصف دائرة.
تعد صناعة الحمضيات من أكبر صناعة تصدير الفواكه الطازجة في أستراليا. وقد حدث في أستراليا ثلاث مرات من انتشار قرحة الحمضيات، حيث تم القضاء على اثنين منهم ومازالت الثالثة مستمرة. ولقد تم اكتشاف المرض مرتين في التسعينيات من القرن الماضي في إقليم شمالي وتم استئصاله في كل مرة. وخلال الانتشار الأول للمرض في عام 1912، تم تدمير جميع أشجار الخمضيات شمالي خط عرض 19 درجة جهة الجنوب، حيث استغرق هذا 11 عامًا لاستئصال المرض. وفي عام 2004، تم اكتشاف قرحة الحمضيات الآسيوية في بستان إميرالد، كوينزلاند والذي أعتقد بأنه نتيجة للاستيراد غير الشرعي لأشجار الحمضيات. لذا، فقد أصدرت الولايات والحكومات الفيدرالية أوامرها باستئصال جميع بساتين الحمضيات التجارية وأشجار الحمضيات غير التجارية وجميع أشجار الحمضيات الأهلية (سي الخضراء الشاحبة) القريبة من بستان إميرالد، فضلاً عن محاولة عزل الأشجار المصابة.

### الأمن الغذائي
عرفت منظمة الأغذية والزراعة التابعة للأمم المتحدة (منظمة الأغذية والزراعة) الأمن الغذائي على أنه هو الطعام الموجود «عند كل البشر وفي جميع الأوقات وأن لديهم القدرة المادية والاقتصادية للحصول على أغذية سليمة ومغذية لتتلاءم مع احتياجات نظام التغذية الخاصة بهم والأغذية المفضلة لديهم للحصول على حياة نشطة وصحية». وتتضمن الشروط الأربعة التي يجب تحقيقها في نظام الأمن الغذائي التواجد المادي والقدرة المادية والاقتصادية والاستخدام المناسب وثبات العناصر الثلاثة السابقة على مر الزمن.
فمن بين 6.7 مليار نسمة من البشر الذين يعيشون على الأرض، هناك حوالي ملياري نسمة ليس لديهم أمن غذائي. وحسب ما نصت عليه التقارير، فمن المقرر أن تصل الزيادة في النمو السكاني إلى 9 مليارات نسمة بحلول عام 2050، ويؤكد التحول الغذائي على المنتجات العالية الطاقة والاستهلاك الكلي للمواد الغذائية، حيث سيخضع النظام الغذائي لضغوط كبيرة. يمثل التغير المناخي تهديدًا إضافيًا على الأمن الغذائي وتأثر إنتاج المحاصيل وتصنيف الآفات والأمراض وحالة الطقس ومواسم النمو في جميع أنحاء العالم.
أصبح الأمن الغذائي في غاية الأهمية في السياسة الزراعية، ويحاول صناع القرار الحد من الفقر وسوء التغذية مع زيادة القدرة على التكيف مع التغييرات المناخية. وضعت لجنة الزراعة المستدامة والتغييرات المناخية إجراءات سياسية ذات أولوية قصوى لمعالجة مشاكل الأمن الغذائي بما في ذلك دمج الأمن الغذائي والزراعة المستدامة في السياسات العالمية والقومية، وبالخصوص ارتفاع مستوى الاستثمار العالمي في الأنظمة الغذائية وتطوير البرامج والسياسات الخاصة لدعم السكان الأكثر ضعفًا (بالتحديد هؤلاء الذين يخضعون لانعدام الأمن الغذائي).

## الأدوات السياسية
الدعم الزراعي هو دعم حكومي يُدفع للمزارعين والمشروعات الزراعية لإدراة الصناعة الزراعية كجزء من الطرق المختلفة التي تستخدمها الحكومة في الاقتصاد المختلط. تختلف شروط الدفع وأسبابه للحصول على الدعم الزراعي لفرد محدد باختلاف المنتج الزراعي وحجم المزرعة وطبيعة الملكية والبلد ضمن عوامل أخرى. تعد توعية مزارعي الفول السوداني بالأغراض السياسية والحفاظ على السعر المنخفض للأساسيات من أجل الحفاظ على المزارعين من التمرد وتحقيق الاستقرار في إنتاج المحاصيل الزراعية لتجنب سنوات المجاعة وتشجيع التنويع والكثير من الأغراض الأخرى المقترحة سببًا لتلقي الدعم الزراعي المخصص.
يعين الحد الأدنى للسعر أو الحد الأقصى للسعر الحد الأدنى أو الأقصى لسعر المنتج. يشجع تحديد الأسعار مزيدًا من الإنتاج عن طريق الحد الأدنى للسعر أو انخفاض الإنتاج نتيجة للحد الأقصى لسعر المنتج.
ويمكن للحكومة وضع عوائق تجارية للحد من كمية البضائع المستوردة (في حالة التحصيص) أو سن رسوم جمركية لرفع الأسعار المحلية للمنتجات المستوردة. ستعطي هذه العوائق التجارية الأفضلية للمنتجات المحلية.

## أهداف التدخل في السوق

### الأمن القومي
يرى البعض أن الدول لها مصلحة في ضمان أن القدرة الإنتاجية المحلية تستطيع تلبية الاحتياجات المحلية في حالة انقطاع الإمدادات العالمية. بينما يتسبب الاعتماد الكبير على منتجي الأغذية الأجانب في إضعاف الدولة على المستوى الإستراتيجي في حالة الحرب أو الحصار أو الحظر. ويسمح الحفاظ على القدرة المحلية المناسبة بالاكتفاء الذاتي للغذاء الذي يقلل من مخاطر صدمات الإمداد نتيجة للأحداث الجيوسياسية. وقد تُستخدم السياسات الزراعية لدعم المنتجين المحليين؛ حيث إنهم يحصلون على حصة السوق المحلي والدولي. وقد يكون هذا حلاً على المدى القصير لتشجيع الصناعة حتى تنمو إلى الحد الكافي لتزدهر بدون دعم. أو قد تكون عملية دعم مستمرة للسماح للمنتج بالمنافسة مع المنتج الأجنبي أو إضعافه. وقد ينتج ربحًا صافيًا للحكومة وعلى الرغم من تكلفة التدخلات إلا أنه يسمح للدولة ببناء صناعة التصدير أو تقليل الواردات. ويساعد هذا أيضًا في إنشاء سوق العرض والطلب في الدول.

### حماية البيئة وإدارة الأراضي
تشكل المزارع أو الأرض الفضاء أغلبية مساحة الأراضي في معظم الدول. فقد تشجع هذه السياسات بعض استخدامات الأراضي عن غيرها فيما يتعلق بحماية البيئة. وعلى سبيل المثال، قد يُعطى الدعم الزراعي لطرق زراعية محددة مثل التشجير أو تهيئة الأرض للزراعة أو مكافحة التلوث.

### الفقر في المناطق الريفية والإغاثة
قد يشجع دعم الزراعة المزارعين على البقاء في مهنة الزراعة وتحصيل بعض الدخل. وقد يحدث هذا بدول العالم الثالث مع المزارعين لديهم، وفي بعض الدول الأكثر تقدمًا مثل بولندا. يعاني هؤلاء المزارعون من نسبة البطالة العالية وكثرة الأراضي الزراعية ونسبة السكان الريفيين الكبيرة بها يزرعون المحاصيل الزراعية من أجل قوتهم.
وقد يُستخدم تحديد الأسعار أيضًا لمساعدة المواطنين الفقراء. وقد استخدمت العديد من الدول طريقة دعم الرعاية هذه؛ حيث تقدمها في صورة أغذية رخيصة الثمن لأفقر الناس في المناطق الحضرية دون الحاجة إلى تقدير الناس لإعطائهم مساعدات مالية. وغالبًا ما يأتي هذا الدعم على حساب فقراء الريف الذين يحصلون على أقل من المفترض أن يصل إليهم في كثير من الأحيان من مصدر الدخل الزراعي: الواقعي أو المحتمل فقط. وذلك لأنه في معظم الدول يكون فقراء الريف أكثر فقرًا من فقراء الحضر، وعند تنفيذ سياسة الغذاء رخيص الثمن من خلال تحديد الأسعار غالبًا ستزيد الفقر بوجه عام.
وغالبًا توجد الحالات ذاتها في ضعف الإغاثة بالمساعدة الغذائية: المساعدة الغذائية (حتى أثناء الجفاف الشديد) تُخرج لنا منتجين صغار في الدول الفقيرة خارج عملية الإنتاج. ويبدو أن هذا الدعم يفيد مجموعات الطبقة الأقل من المتوسطة (أشباه السكان الحضريين وفقراء الحضر) على نفقة الأفقر بـ 20% ونتيجة لذلك يُحرمون من العملاء.

### تقديم المساعدة للزراعة العضوية
تقول نظرية اقتصاد الرفاه أن الأنشطة الخاصة في بعض الأوقات يمكنها فرض تكاليف اجتماعيةأفضل من غيرها. تفرض الزراعة الصناعية تكاليف اجتماعية على نطاق واسع من خلال تلوث مبيد الآفات وتلوث النترات. إضافة إلى الزراعة التي تستخدم كمية كبيرة من المياه، وندرة الموارد [هل هناك تنويه؟]. اختلف بعض الاقتصاديين حول فرض الضرائب على الزراعة أو الزراعة العضوية التي تستخدم القليل من مبيدات الآفات وتجارب صرف النترات القليلة نسبيًا ينبغي تشجيعها بالدعم الزراعي. في الولايات المتحدة، ذهب 65% من مبلغ يقرب من 16.5 مليار دولار أمريكي في الدعم السنوي لأفضل 10 مزارعين في عام 2002 بسبب ارتباط الدعم بسلع محددة. وعلى الصعيد الآخر، تتلقى الزراعة العضوية 5 ملايين دولار أمريكي للمساعدة في الحصول على الشهادة و15 مليون دولار أمريكي للأبحاث على مدار 5 سنوات.

### التجارة العادلة
ناصر البعض قواعد التجارة العادلة لضمان أن المزارعين الفقراء في الأمم المتقدمة التي تنتج المحاصيل الزراعية في المقام الأول للتصدير لم تستغل أو تتأثر سلبًا بالسياسات والممارسات والرسوم الجمركية التجارية والاتفاقيات التي تعود بالفائدة على منافس واحد على حساب الآخرين - وأن دفاعهم يعد خطرًا «سباق نحو القاع» في العمالة الزراعية ومعايير الأمان. ولكن المعارضين أشاروا إلى أن الشركات الصناعية تنتج معظم الزراعة في الأمم المتقدمة (الأعمال التجارية الزراعية) التي تستحق التعاطف حقًا، ويعد الفقر بديل الاستغلال [هل هناك تنويه؟].
هل تجارة شريحة اللحم عادلة؟ تصدّر الكثير من الدول النامية إلى دول العالم الثري وتأتي أيضًا من الشركات الصناعية. والسبب في ذلك هو أن الدول الغنية وضعت مطالب جودة مفصلة جلها لا يقدم مساهمة حقيقية صحية [هل هناك تنويه؟]. وفي كثير من الأحيان، يلبي صغار المزارعين هذه المطالب، ولكنهم نادرًا ما يكونوا قادرين على إثبات ذلك في المعايير الغربية[هل هناك تنويه؟]. إذًا، فإن العائق الأكبر أمام نمو الزراعة الصغيرة، ومن ثم التجارة العادلة في القطاعات بعيدًا عن القهوة والموز، هو مطالب الجودة هذه التي تشترطها دول العالم الثري [هل هناك تنويه؟].

## براهين ضد تدخل السوق

### إغراق السوق بالفوائض الزراعية
في لغة التجارة الدولية، عندما تشتري شركة من الدولة «أ» سلعة بأقل من سعر التكلفة من الدولة «ب» فهذا يسمى بـ«عرض السلعة بأقل من ثمنها» وقَع عدد من الدول على الاتفاقيات متعددة الأطراف ومن شروط هذه الاتفاقيات تحريم هذه الممارسة.
وعندما تدعم الدول الغنية الإنتاج المحلي ويزداد الإنتاج غالبًا ما يقدم هذا للدول النامية على أنه مساعدة أجنبية. وتقصي هذه العملية السوق المحلية للمنتجات الزراعية في الدول النامية، وذلك بسبب أنه يمكن الحصول على المنتجات دون مقابل من الوكالات الغربية للمساعدة. في الأمم النامية حيث تأثير هذه العملية خطير جدًا، لم يعد صغار المزارعين قادرين على تحمل المدخلات الأساسية ومن ثم أجبروا على بيع أراضيهم.
«وبالنظر للمزارعين في غانا فقد اعتادوا على العيش من زراعة الأرز. ومنذ عدة سنوات، كانت غانا قادرة على سد الاحتياج الداخلي إضافة إلى تصدير الإنتاج الزائد. ولكنها الآن تستورد الأرز. من أين؟ الدول المتقدمة. لماذا؟ لأنها أرخص. حتى ولو كان منتج الأرز في الدول النامية يتكلف الكثير من أجل إنتاج الأرز، لكنه لا يستطيع التربح من محاصيله الزراعية. وتدفع الحكومة له الأموال من أجل تنميتها، لذلك، يمكنه بيعها لغانا بسعر أرخص من الذي يبيع به المزارع الغاني. وما حال المزارع في غانا؟ لم يعد بإمكانه إطعام أسرته.»(لايل فانكليف (Lyle Vanclief), وزير الزراعة الكندي السابق [1997-2003])
وفقًا لـ معهد السياسات الزراعية والتجارية، يُباع الذرة وفول الصويا والقطن والقمح والأرز بسعر أقل من تكلفة إنتاجه أو أقل من تكلفته. تصل معدلات البيع بسعر أقل من التكلفة للقمح إلى 40% تقريبًا، وما بين 25% و30% للذرة و30% تقريبًا للفول الصويا و57% للقطن و20% تقريبًا للأرز. عل سبيل المثال، يباع القمح بنسبة 40% بسعر أقل من التكلفة.
بناءً على ما ورد من منظمة أوكسفام، «إذا ألغت الدول المتقدمة برامج الدعم، فإن قيمة صادرات المنتجات الزراعية في الدول الأقل تقدمًا ستزداد بنسبة 24%، إضافة إلى زيادة بنسبة 5.5% من توازن التعريفة الجمركية. ... يمكن أن يقدم المصدرون فوائض الولايات المتحدة للبيع بأسعار تقترب من نصف تكلفة الإنتاج؛ مما يقضي على الزراعة المحلية ويخلق سوق حكر في هذا الصدد.» يُبدي المؤيدون للتجارة الحرة رغبتهم في القضاء على جميع الآليات التي تعمل على إفساد السوق (الإعانات والتعريفات الجمركية والتنظيمات) زاعمين أن ذلك سيؤدي إلى منفعة تعود على الجميع. ويشتهر هذا الوضع على وجه الخصوص في الدول المصدرة للمنتجات الزراعية التنافسية في الدول المتقدمة والدول النامية، وقد تكاتفت بعض هذه البلدان معًا في مجموعة الكيرنز. وقد قدرت وزارة الزراعة الكندية بأن الدول النامية ستستفيد بحوالي 4 مليارات دولار سنويًا إذا ما انخفضت الإعانات إلى النصف.

### استقلالية المنتجات الزراعية
لا تزرع العديد من الدول النامية المحاصيل الغذائية الكافية لتوفير الطعام لسكانهم. ويتحتم على هذه الدول شراء المنتجات الغذائية من البلدان الأخرى. وقد أدى انخفاض الأسعار وتوفير الطعام بالمجان إلى إنقاذ أرواح الملايين من الجياع، على الرغم من انخفاض المبيعات الغذائية للمزارعين المحليين. وفي مقدرة الدول النامية استخدام أنظمة الزراعة الجديدة المتطورة لإنتاج المزيد من الطعام، وهدفها الأساسي من ذلك توفير الطعام للمواطنين دون اللجوء لأية مساعدات خارجية. يمكن استخدام أنظمة البيوت الزجاجية الزراعية الجديدة والزراعة المائية والأسمدة وتحليل وتنقية ومعالجة المياه وتهجين المحاصيل والأشجار المهجنة سريعة النمو ذات الظل السريع والتحكم في درجة الحرارة الداخلية وعزل الخيام والصوب الزراعية وحدائق البناء الذاتي ومصابيح الشمس والمايلر والمراوح ووسائل التكنولوجيا الأخرى الرخيصة في زراعة المحاصيل في الأراضى غيرالصالحة للزراعة، مثل الأراضي الصخرية وعلى قمم الجبال والأراضي الصحراوية وأراضي القطب الجنوبي. يمكن إنتاج الكثير من المحاصيل الغذائية وانخفاض الاعتماد على الدول المنتجة للمحاصيل.
وقد يخلق استبدال المحاصيل أيضًا دولاً مستقلة زراعيًا. على سبيل المثال، نحصل على السكر من قصب السكر المستورد من بولينيزيا. يمكن لهذه الدول إنتاج السكر من نباتات الشمندر أو عصارة شجر القيقب أو التحلية من نبات ستيفيا بدلاً من شرائه من بولينيزيا وتعميم الأرباح داخل اقتصاد الدولة. يمكن صناعة الأوراق والملابس من القنب بدلاً من الأشجار والقطن. لن تنمو المحاصيل الغذائية الاستوائية في كثير من أنحاء أوروبا، ولكنها ستنمو في ظل وجود الصوب الزراعية والخيام المعزولة في أوروبا. يمكن أن يحل السلليلوز الموجود في نبات فول الصويا بديلاً للبلاستيك (المصنوع من النفط). يمكن أن يحل الإيثانول بديلاً للمخلفات الزراعية أو زيت حبوب القنب. يمكن أن تحل النباتات المحلية المستخدمة في الأدوية الطبية في الغابات المطيرة بديلاً للعديد من الأدوية الطبية المستوردة. يمكن لبدائل المحاصيل النقدية، مثل بدائل السكر والزيت خفض نسبة اعتماد الفلاح على الإعانة في كل من الدول المتقدمة والنامية.
قد يؤدي التدخل في السوق إلى الزيادة في التكلفة على المستهلكين للمنتجات الزراعية، من خلال تحويل الحكومة للثروة الخفية، أو ارتفاع الأسعار للمستهلك، كما هو الحال بالنسبة للسكر والفول السوداني في الولايات المتحدة. وقد أدى ذلك إلى تشوهات السوق، مثل المعالجات الغذائية باستخدام شراب الذرة العالي بنسبة الفركتوز على أنه بديل للسكر. بما أن شراب الذرة العالي بنسبة الفركتوز يعد نوعًا من أنواع الإضافات الغذائية غير الصحية، وأن تضخم أسعار السكر أمر خارج عن إرادة الحكومة، فمن ثم يصبح للسكر الأفضلية على شراب الذرة العالي بنسبة الفركتوز في السوق.

## بعض الحالات في الدول المتقدمة

### نظرة عامة: أوروبا وأمريكا
بلغ إجمالي قيمة الإنتاج الزراعي في دول الاتحاد الأوربي 128 مليار يورو (1998). قد تم إحصاء حوالي تسعة وأربعين في المائة من هذه المبالغ بواسطة المعايير السياسية: 37 مليار يورو بفضل عمليات الدفع المباشرة و43 مليار يورو من المستهلكين نتيجة لزيادة الأسعار على نحو متكلف. تلقى ثمانين في المائة من المزارعين الأوروبين عمليات دفع مباشرة بمبلغ 5.000 يورو أو أقل، بينما تلقى 2.2% عمليات دفع مباشرة تتعدى 50.000 يورو، بإجمالي أربعين في المائة من الإعانات المباشرة.
يحصل المزارع الأمريكي العادي على مبلغ 16.000 دولار في الإعانات السنوية. يحصل ثلثي المزارعين على عمليات دفع مباشرة. والحقيقة أن متوسط المبالغ بين الثمانين في المائة الأقل أجرًا هو 7000 دولار من عام 1995 إلى 2003. الإعانات المالية هي مزيج من التخفيضات الضريبية وعمليات الدفع النقدية المباشرة وأسعار المياه والإسهامات الأخرى بسعر أقل من سعر السوق. يزعم البعض أن هذه الحسابات الإجمالية تعد أمرًا مضللاً نتيجة لـ الأعمال التجارية الزراعية، بدلاً من فرادى المزارعين، الذين ينالون نصيبهم من إجمالي نفقات الإعانة المالية. وقد خفض قانون التنمية والإصلاح الزراعي الاتحادي لعام 1996 الإعانات للمزارعين، إضافة إلى توفير عمليات الدفع الثابتة لمدة معينة واستبدال دعم الأسعار والإعانات. يشمل قانون الأمن الريفي والاستثمار الزراعي لعام 2002 عمليات دفع مباشرة وضد التقلبات الدورية تم تخصيصها للحد من تأثيرات انخفاض الأسعار والمحاصيل.
يُدفع 54 مليار يورو من الإعانات المالية كل عام في الاتحاد الأوروبي. لا تتعلق زيادة نسبة الدعم بالإنتاج وتتجمع في عمليات الدفع للفلاح الفرد. على الرغم مما أدت إليه من تشوهات نتيجة للسياسات الزراعية المشتركة، فقد أكد بعض النقاد على ضرورة التركيز الكبير على توفير السلع العامة، مثل التنوع الحيوي والمياه النظيفة. ومن المتوقع حدوث الإصلاح الرئيسي القادم في عام 2014، وذلك بمجرد تنفيذ الميزانية الأوروبية الجديدة طويلة الأمد.

### برامج البيئة
يستأجر برنامج الحفظ الاحتياطي التابع للولايات المتحدة الأراضي من المنتجين الذين يأخذون الأراضي الهامشية بدون إنتاج ومن ثم تحويلها مرة ثانية إلى حالة شبه طبيعية من خلال زراعة الأعشاب المحلية والنباتات الأخرى. انظر  يُقدم برنامج حوافز جودة البيئة الدعم للتحسينات الخاصة بتشجيع المحافظة على المياه والتدابير الأخرى. ويُدار هذا البرنامج وفقًا لعملية مزايدة باستخدام أي صيغة يطلب الفلاحين من خلالها نسبة مئوية معينة من نصيب التكلفة لأي عملية تطوير مثل الري بالتنقيط. يتم تمويل المنتجين المقترحين للتطورات البيئية الكبيرة القائمة على نظام النقاط للتكلفة الأدنى قبل غيرهم. تستمر العملية حتى يتم إنفاق الأموال المخصصة لهذا العام. انظر .

## إجراءات منظمة التجارة العالمية
في إبريل عام 2004، قضت منظمة التجارة العالمية بأن إعانات القطن في الولايات المتحدة المقدرة بثلاثة مليار دولار قد اخترقت الاتفاقات التجارية وأن ما يقرب من 50% من صادرات الاتحاد الأوروبي للسكر غير شرعية. منذ عام 1997 إلى 2003 قُدم الدعم إلى صادرات القطن الأمريكية بمتوسط 48%. ونجحت منظمة التجارة العالمية (WTO) في انتزاع التزامات من حكومة الفلبين، مما يجعلها أقل العوائق أمام الاستيراد لتقسيم المستويات الحالية إلى نصفين في غضون ست سنوات، والسماح بزيادة المنافسة في النظم الزراعية الصناعية بشكل كبير وأنظمة الزراعة المدعومة بشدة لكل من أمريكا الشمالية وأوروبا. وفقًا للتقدير الوارد في تقرير منظمة أوكسفام الصادر مؤخرًا، سينخفض متوسط دخل الأسرة من زراعة الذرة بنسبة تصل إلى 30% على مدى السنوات الست مثل الواردات الرخيصة من الأسعار التي تتحكم الولايات المتحدة في انخفاضها في الأسواق المحلية. يقدر التقرير بأنه في ظل غياب القيود التجارية، يمكن تسويق الذرة المدعم في الولايات المتحدة بأقل من نصف سعر الذرة المزروع في الفلبين وجزيرة مندناو؛ ونتيجة لذلك فإن حياة ما يزيد عن نصف مليون مزارع فلبيني للذرة (من إجمالي 1.2 مليون) معرضة للخطر المباشر.

## وصلات خارجية
- www.reformthecap.eu: assessment of agricultural policies and summaries of relevant studies
- IFAP: International Federation of Agricultural Producers
- OECD: Food, Agriculture and Fisheries (OECD Department of Trade and Agriculture)
- OECD Statistics Portal
- kickAAS (Kick all agricultural subsidies)
- The Globalist | Global Agriculture -- Getting Tough on ... - November 12, 2003
- Ag Observatory نسخة محفوظة 28 نوفمبر 2001 على موقع واي باك مشين. from the Institute for Agriculture and Trade Policy
- Ashish's Niti (Developing countries should take advantage of agricultural subisides)
- India together
- Larry Elliott, الغارديان, June 15, 2005, "West accused of concealing farm subsidies: Oxfam says EU and US are exploiting loopholes and using creative accounting to avoid real trade concessions to developing countries"
- Institute for Agriculture and Trade Policy
- Sophia Murphy, Ben Lilliston and Mary Beth Lake, February 2005, "WTO Agreement on Agriculture: A Decade of Dumping" نسخة محفوظة 27 سبتمبر 2007 على موقع واي باك مشين., Institute for Agriculture and Trade Policy
- Kym Anderson and Will Martin (2005), "Agriculture Market Access: The Key to Doha Success", World Bank, June 2005 - over half the gains to developing countries from global agricultural reforms would come from liberalization by developing countries themselves.
- Food Security and Ag-Biotech News — provides balanced global news on policies related to genetically modified (GM) crops
- David Bullock Lecture: Comparing Agricultural Policy in the EU and US - European Union Center at the University of Illinois, Urbana-Champaign.